# Helge Haas

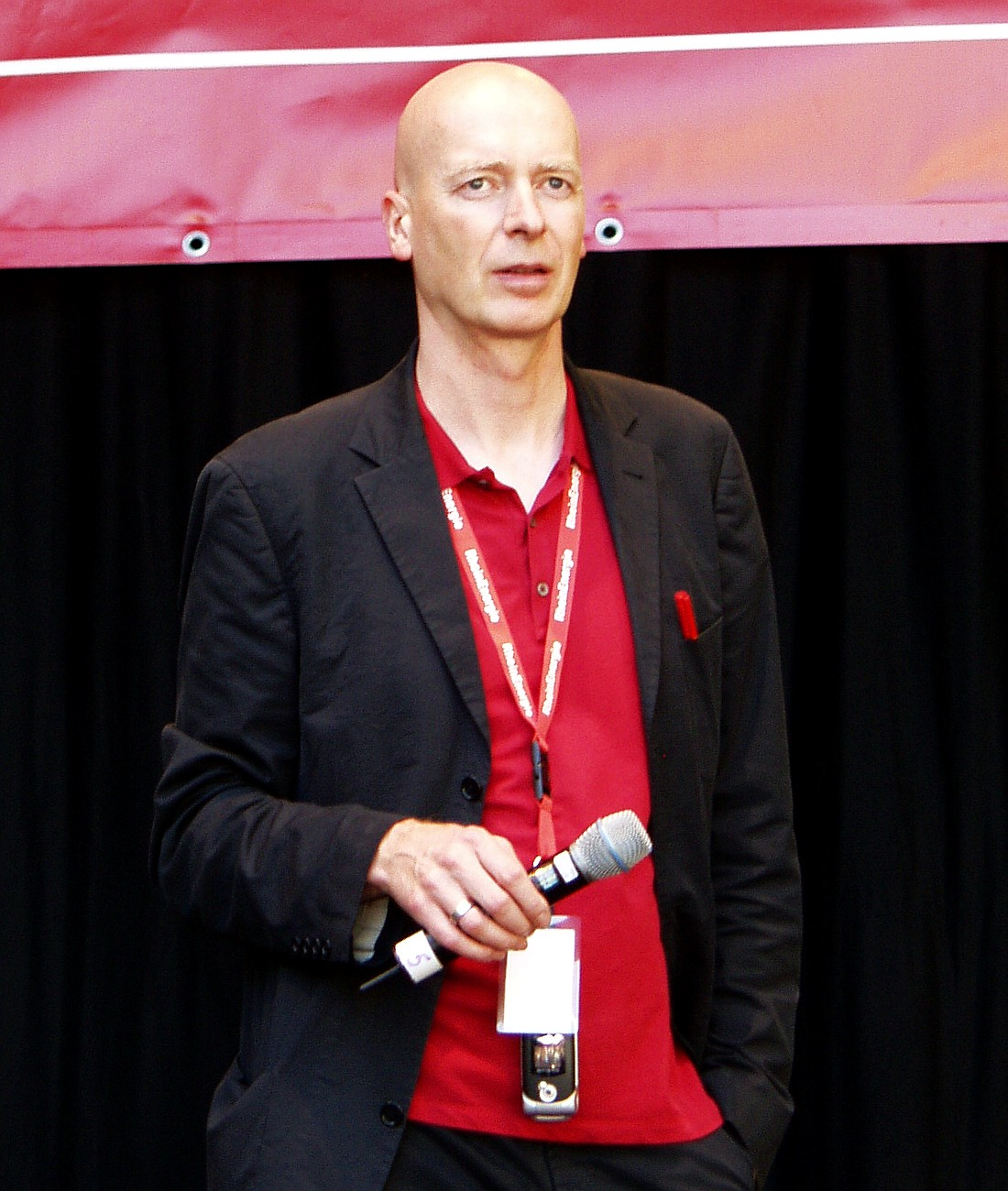
Helge Haas auf einer Veranstaltung zum „Kölner Herztag“ 2007 auf dem Kölner Neumarkt

Helge Haas (* 1961 in Essen) ist ein deutscher Journalist und Fernsehmoderator.

## Leben
Haas studierte von 1980 bis 1990 in Dortmund Journalistik und schloss das Studium mit Diplom ab. Das Thema seiner Diplomarbeit lautete: „Inwieweit erfüllt das Jugendprogramm im Fernsehen die Bedürfnisse der Jugendlichen?“. Erste Erfahrungen als Radiomoderator sammelte er im Jahr 1984 zunächst beim WDR, für den er ab 1982 tätig war, anschließend bei SWF3. Zeitgleich war Haas auch als Radio- und Fernsehreporter tätig. Ab 1990 moderierte er die ARD-Sendung Kopfball – eine Gameshow, bei der komplexe Inhalte unterhaltsam dargestellt wurden. Haas moderierte vor Kristina zur Mühlen im WDR die Wissenssendung Q 21. Er moderiert auch öffentliche Veranstaltungen, Galas und Diskussionen. Im Jahr 2001 gründete er die Firma „helge haas media consulting“, mit der er Coaching für Radio- und TV-Moderatoren und Consulting für Redaktionen anbietet. Seit dem 1. Januar 2007 leitet Helge Haas die Radiowelle Bremen Vier von Radio Bremen.